# Magdalena Eisath
Magdalena Eisath (Bolzano, 5 marzo 1986) è un'ex sciatrice alpina italiana.
È figlia della slittinista Monika Auer e sorella degli sciatori alpini Michael e Florian, a loro volta atleti di alto livello.

## Biografia
Originaria di Obereggen di Nova Ponente e attiva in gare FIS dal dicembre del 2001, in Coppa Europa la Eisath esordì il 2 febbraio 2005 a Sarentino in discesa libera (49ª), ottenne il miglior piazzamento il 4 febbraio 2008 all'Abetone in slalom gigante (13ª) e prese per l'ultima volta il via il 28 gennaio 2009 a Götschen in slalom speciale, senza completare la prova. Si ritirò all'inizio della stagione 2009-2010 e la sua ultima gara fu lo slalom gigante FIS disputato il 20 novembre a Zinal, vinto dalla Eisath; in carriera non debuttò in Coppa del Mondo né prese parte a rassegne olimpiche o iridate.

## Palmarès

### Coppa Europa
- Miglior piazzamento in classifica generale: 95ª nel 2008
- 1 podio:
  - 1 secondo posto

### Campionati italiani
- 1 medaglia:
  - 1 oro (slalom gigante nel 2007)